# John McGinlay
John McGinlay (né le 8 avril 1964 à Inverness, Highland, Écosse) est un joueur de football international écossais, qui évolue au poste d'avant-centre.

## Carrière en club
John McGinlay commence sa carrière en tant que semi-professionnel en alternance avec une formation puis une vie active dans le BTP. Il joue alors pour les clubs écossais de Nairn County et d'Elgin City, mais aussi anglais (Yeovil Town) et néo-zélandais (North Shore United).
Ce n'est qu'à 25 ans que sa carrière débute réellement lorsqu'il signe son premier contrat pro avec Shrewsbury Town. Le manager de cette équipe, Ian McNeill, l'a signé à la suite de recommandations faites par son fils. Il n'eut pas à le regretter car McGinlay est un véritable « serial buteur » lors de sa saison à Shrewsbury.
Il signe ensuite pour Bury lors d'un transfert record pour ce club à l'époque, puis pour Millwall où il forme la ligne d'attaque avec Teddy Sheringham. Le manager de Millwall, Bruce Rioch est alors débarqué et remplacé par Mick McCarthy et il s'engage avec Bolton en remplacement de Phil Neal. Quand il arrive aux manettes du club, il fait signer deux de ses anciens joueurs de Millwall, McGinlay et le gardien Keith Branagan.
À Bolton, il forme une ligne d'attaque redoutable avec son compatriote Andy Walker puis avec le Gallois Nathan Blake. Il réussit avec ses coéquipiers à mener le club de division 3 à la Premier League, ce qui lui permet de connaître ses premières sélections en équipe nationale d'Écosse.
Il entre encore plus dans l'histoire de Bolton en inscrivant les deux derniers buts marqués dans l'ancien stade Burnden Park avant le « déménagement » au Reebok Stadium. Toutefois, avec l'arrivée d'un nouveau manager, Colin Todd, et de deux nouveaux attaquants dans l'effectif, Dean Holdsworth et surtout Peter Beardsley, McGinlay se retrouve de plus en plus souvent remplaçant et demande alors son transfert.
Il signe donc en novembre 1997 pour Bradford City lors d'un transfert record à l'époque pour le club de 625 000 £. Toutefois, des blessures à répétition et une certaine méforme l'empêchent de connaître de nouveau de belles saisons. Il finit sa carrière à Oldham Athletic puis pour le club américain de Cincinnati Riverhawks, où il prend une première fois sa retraite en 2000 car il fait une dernière pige pour quatre matchs, avec le nouveau club de Cincinnati, les Kings, pour leur première saison, en 2005-2006. Entretemps, il a entraîné deux clubs amateurs en Angleterre, Ilkeston Town et Gresley Rovers.

## Carrière internationale
John McGinlay connaît treize sélections pour quatre buts marqués avec l'Écosse, de 1994 à 1997 toutes pendant que Craig Brown est sélectionneur.

## Après sa retraite
Sa vie professionnelle après sa retraite comme joueur se partage entre un rôle de consultant dans les médias anglais, notamment dans des émissions de la radio Tower FM et dans les colonnes du journal Bolton News (où il ne se cache pas d'être toujours un grand fan des Bolton Wanderers) et un rôle d'entraîneur-adjoint pour l'équipe des Cincinnati Kings où il a fini sa carrière et où il encadre aussi les équipes de jeunes.

## Palmarès
- avec Bolton Wanderers :
  - Vainqueur du play-off de promotion en Premier League : 1 (1995)
  - Champion de division 2 anglaise : 1 (1996-1997)